# Casa Bloc
La Casa Bloc es un edificio de viviendas construido entre 1932 y 1936 que se encuentra en el paseo de Torras i Bages 101 del distrito de San Andrés de la ciudad de Barcelona (España). Sus arquitectos fueron Josep Lluís Sert (1902-1983), Josep Torres Clavé (1906-1939) y Joan Baptista Subirana (1904-1978), todos ellos integrantes del GATCPAC (Grupo de Arquitectos y Técnicos Catalanes para el Progreso de la Arquitectura Contemporánea). 
Hoy en día, la Casa Bloc está considerada un símbolo de la arquitectura racionalista en Barcelona promovida por la Generalidad de Cataluña durante la Segunda República, ya que en su momento fue un proyecto social innovador, integrado en el entorno urbano y con viviendas funcionales concebidas como alojamientos mínimos estándar para obreros. Fue un proyecto que tuvo en cuenta la relación entre el nuevo edificio y la morfología urbana resultante, planteó así un nuevo modelo para la Barcelona del siglo XX contrapuesta, pero no contradictoria, al Ensanche del XIX.
En 1992 la Generalidad de Cataluña declaró el conjunto arquitectónico Bien de Interés Cultural en la categoría de Monumento.

## Historia
Entre 1932 y 1933 se construyó el conocido como Grupo de viviendas obreras, un conjunto de casetas encargadas por la Generalidad de Cataluña. Durante la construcción del Grupo de viviendas obreras se llevó un control exacto de las horas de trabajo de los albañiles y de las cantidades de materiales utilizados, datos que sirvieron para precisar el coste exacto de la mano de obra y del material. Además, para economizar, se intentó resolver el problema del gasto con la mínima ocupación, lo que se dirimió edificando en dos plantas. La superficie habitable de estas casetas era de 70 m² (35 por planta más jardincillo). Vistos los resultados, la Generalidad de Cataluña se planteó hacer una proyecto más grande, y surgió la idea de la Casa Bloc.
La Casa Bloc fue encargada por el Instituto Contra el Paro Forzoso, un organismo dependiente de la Generalidad de Cataluña. Fue el presidente de la época, Francesc Macià, quien, en un acto institucional, colocó la primera piedra (marzo de 1933). Las obras se prolongaron hasta el año 1936, cuando el estallido de la guerra civil española detuvo la construcción que sólo estaba pendiente de sus últimos detalles.
Tras la Guerra Civil, la Diputación de Barcelona asumió la titularidad y el nuevo régimen franquista acabó las obras. A los más de doscientos pisos de la Casa Bloc, donde debían instalarse los obreros que antes de la guerra vivían en condiciones precarias en las diferentes barriadas del distrito, fueron a vivir militares y sus familias, huérfanos y viudas de la guerra, y pocos años después, policías nacionales.
En 1943 se inauguró en la planta baja del bloque 1 (en carrer de l'Almirall Pròixida) la Escuela Codolà i Gualdó, que también ocupó parte de la plaza. En 1948, con el objetivo de alojar familias de policías nacionales, se construyó un nuevo bloque de viviendas en la otra plaza, que a partir de entonces quedó cerrada. Este edificio recibió el nombre popular de Bloque fantasma. El interior de esta plaza se privatizó y la Policía Armada construyó dos caballerizas.
Durante más de medio siglo no se hizo ninguna mejora ni restauración, de forma que el inmueble se fue deteriorando con el paso de los años. Con el restablecimiento de la democracia, la Casa Bloc volvió a la titularidad de la Generalidad de Cataluña. En 1997, el Instituto Catalán del Suelo (INCASÒL), la Diputación de Barcelona y el Ayuntamiento de Barcelona firmaron un convenio para rehabilitarla. El INCASÒL encargó el proyecto de rehabilitación a los arquitectos Víctor Seguí y Marc Seguí, un proceso que finalizó el verano de 2008. El 15 de julio de 2008 se derribó el conocido como Bloque Fantasma.

## Piso-museo Vivienda 1/11

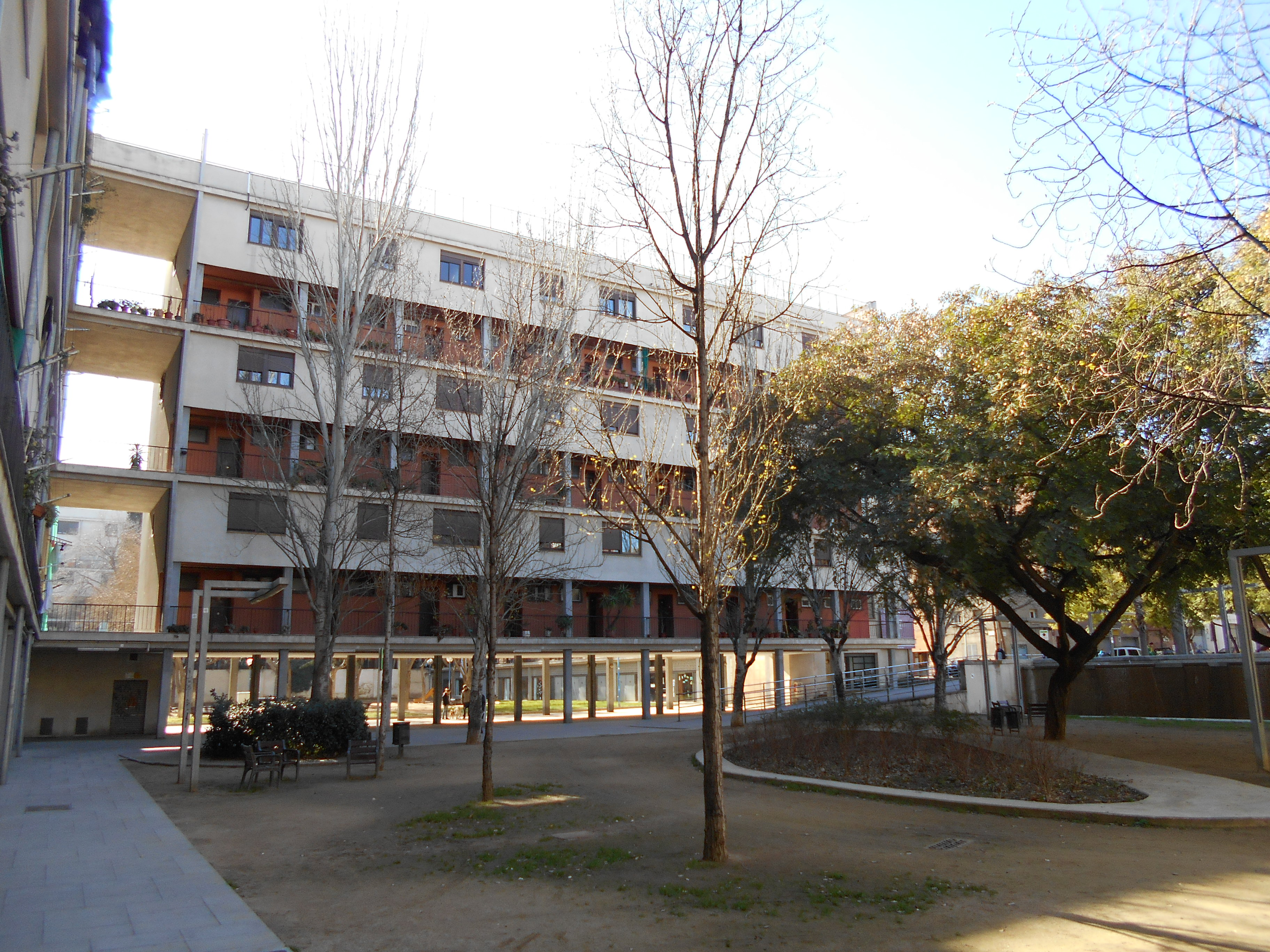
Casa Bloc (1932-1936), de Josep Lluís Sert, Josep Torres Clavé y Joan Baptista Subirana.

La Vivienda 1/11 de la Casa Bloc (1932-1939) es un piso-museo gestionado por Disseny Hub Barcelona. En su interior se puede visitar la estructura y el aspecto original de los pisos de este conjunto arquitectónico, un referente de la arquitectura de viviendas para obreros de la época de la II República Española. La apertura de este espacio como piso-museo es un reconocimiento al trabajo de Josep Lluís Sert, Josep Torres Clavé y Joan Baptista Subirana y la innovación que supusieron sus planteamientos en la década de 1930.
El piso-museo de la Casa Bloc, la Vivienda 1/11, se encuentra abierto a todos los públicos, con un régimen de visitas guiadas previa reserva, desde el mes de febrero de 2012.
La Vivienda 1/11 es un dúplex que mide 60 m². Se encuentra situado en el bloque 2, planta 1, puerta 11, del conjunto arquitectónico de la Casa Bloc. La distribución interna es muy sencilla y diferencia claramente la parte de día de la de noche.
En la planta inferior está la entrada, un pasillo que conduce al lavadero con ducha, en la cocina, el baño con inodoro, el comedor y una terraza. En la planta superior hay dos dormitorios (otras viviendas de la Casa Bloc tienen tres o cuatro dormitorios, una variable que se previó para ajustarse a las necesidades de las familias). Todas las estancias dan al exterior, con luz y ventilación naturales. La vivienda también tiene aberturas a ambos lados del bloque, lo que permite una fácil ventilación transversal.

### Musealización
El Instituto de Cultura de Barcelona, a través del Disseny Hub Barcelona, y el INCASÒL se han encargado de la musealización de la Vivienda 1/11, con el objetivo de devolver la estructura y el aspecto original que había perdido con el tiempo y presentarlo tal como lo habían pensado sus creadores.
La musealización de la Vivienda 1/11 ha implicado devolver la vivienda a su estado inicial: se han retirado los elementos añadidos o sobrepuestos y se ha restaurado todo el interior. Entre otros, se ha colocado una cocina de época, el aseo, el lavadero con ducha, el mosaico hidráulico o las puertas plegables del comedor extraídas de otras viviendas de la Casa Bloc. Otros elementos han sido adquiridos según los modelos identificados de la época, como los grifos, los tubos de cobre, el hilo eléctrico o los interruptores, todos originales de los años 30. Además, se han colocado diversos elementos de mobiliario de la época como la mesa, las sillas o la cama. Los encargados del proyecto de musealización fueron Marta Montmany, Rossend Casanova y Víctor y Marc Seguí.